# Ростовський електровозоремонтний завод

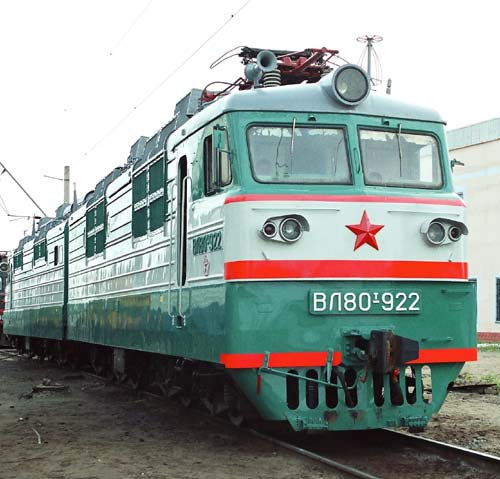
Електровоз ВЛ80Т-922

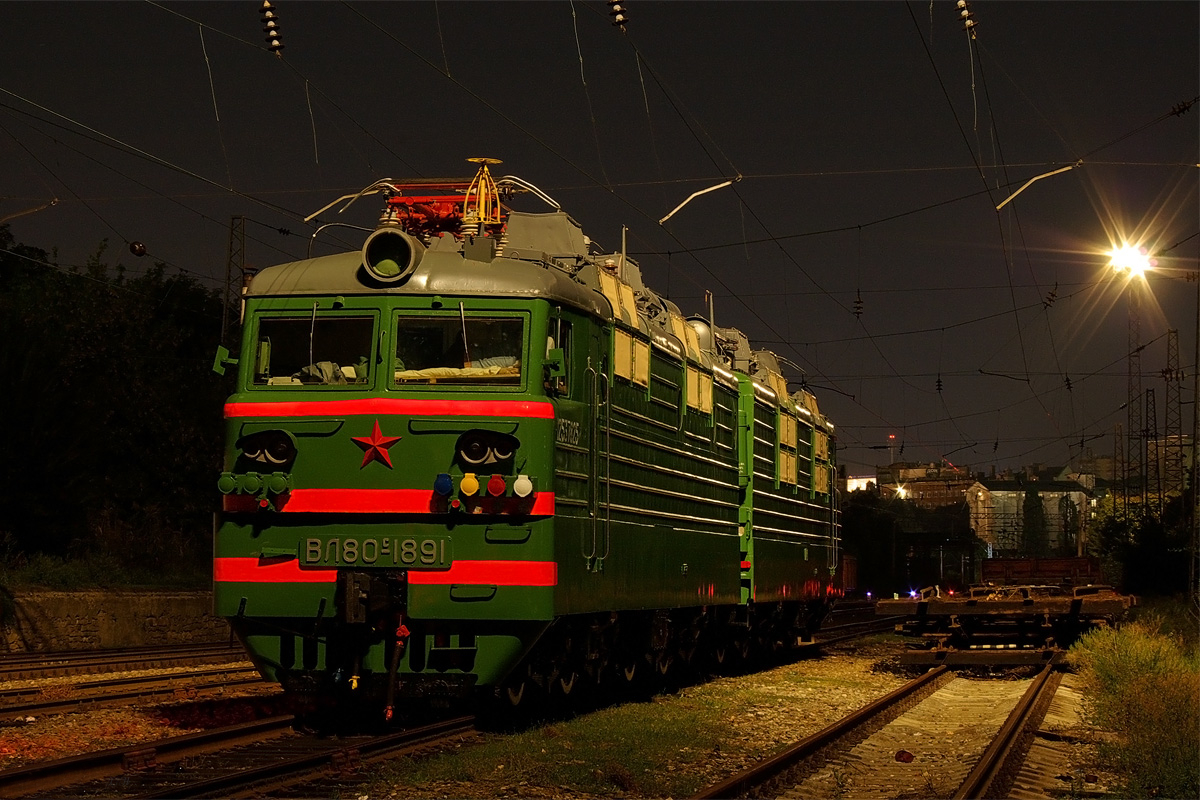
Відремонтований на РЕРЗ електровоз ВЛ80С-1891, ст. Ростов-Берег

Ростовський електровозоремонтний завод — підприємство з ремонту електровозів для потреб залізниць, розташоване в місті Ростов-на-Дону. Філія ВАТ «Желдорреммаш».
На території заводу встановлено паровоз-пам'ятник, та пам'ятник працівникам заводу, полеглим під час Великої Вітчизняної війни. На будівлі прохідної встановлені кілька меморіальних дощок на честь різних історичних подій, пов'язаних з діяльністю заводу.
Завод ремонтує електровози серій ВЛ80С, ВЛ80Т, ЕП10, тягові агрегати ОПЕ1. Раніше завод ремонтував електровози ВЛ60, ВЛ80К ЧС4, паровози.

## Галерея

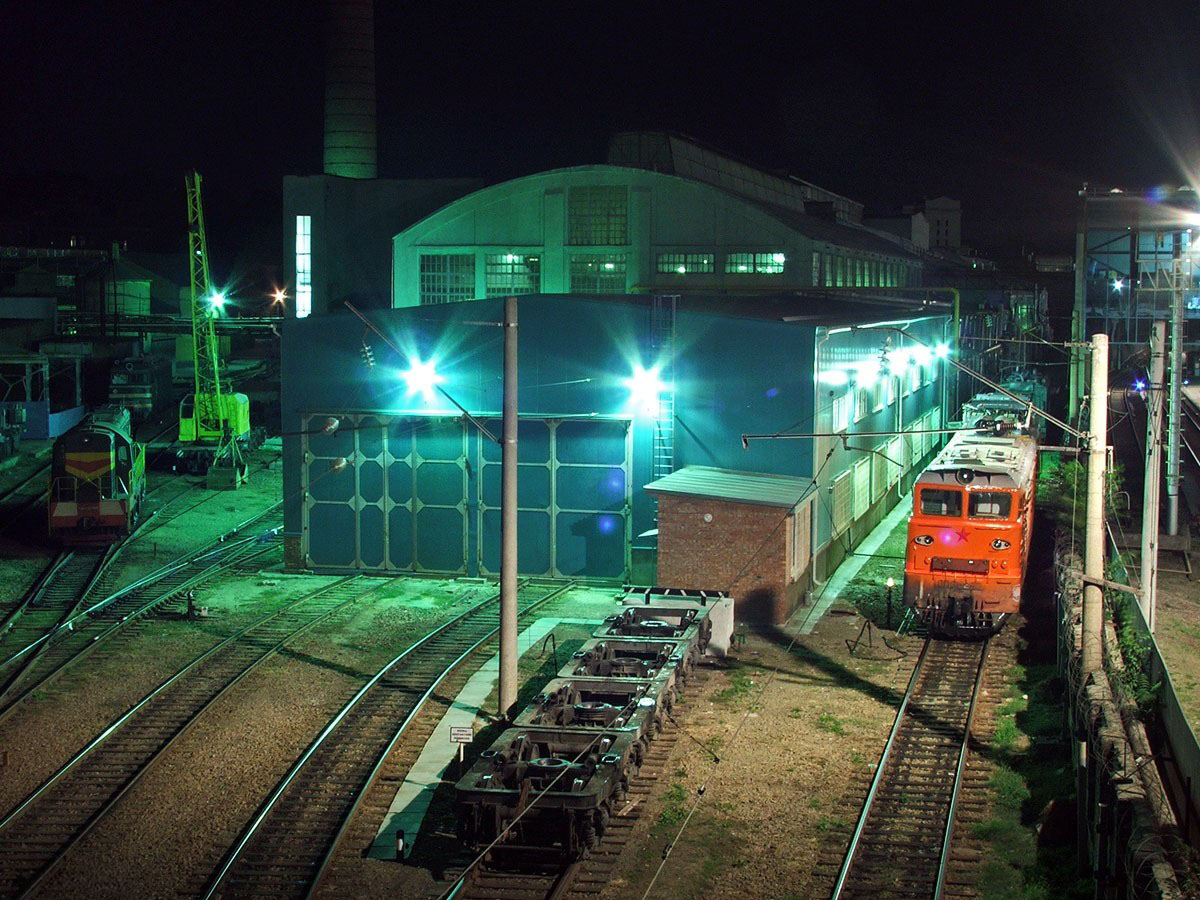
РЕРЗ вночі
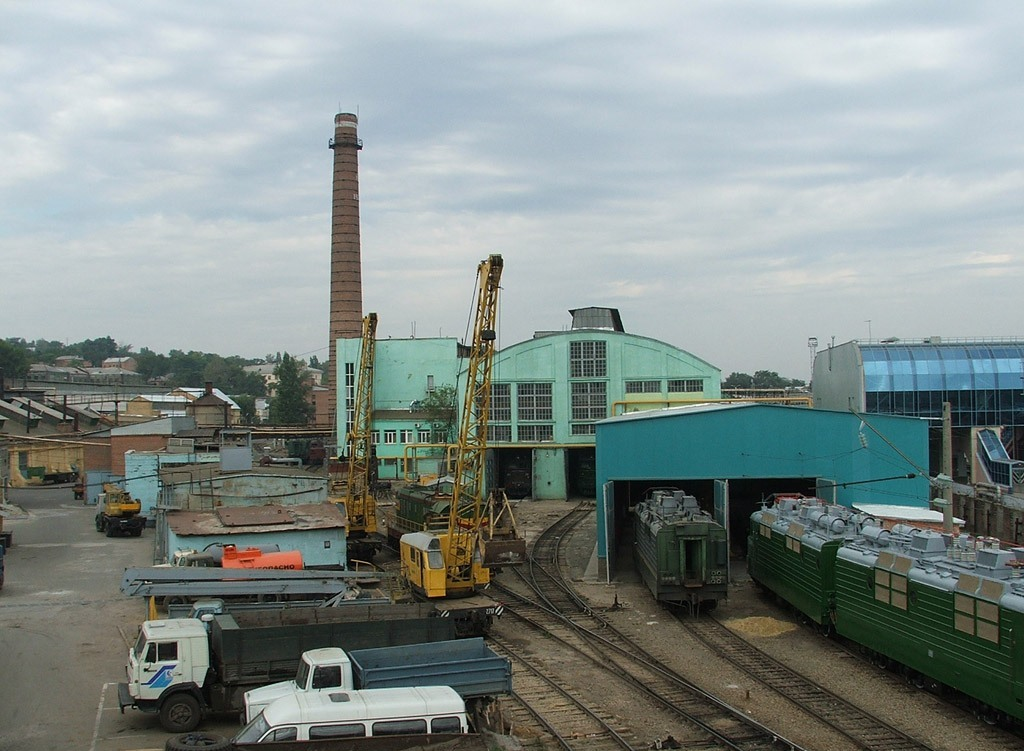
РЕРЗ
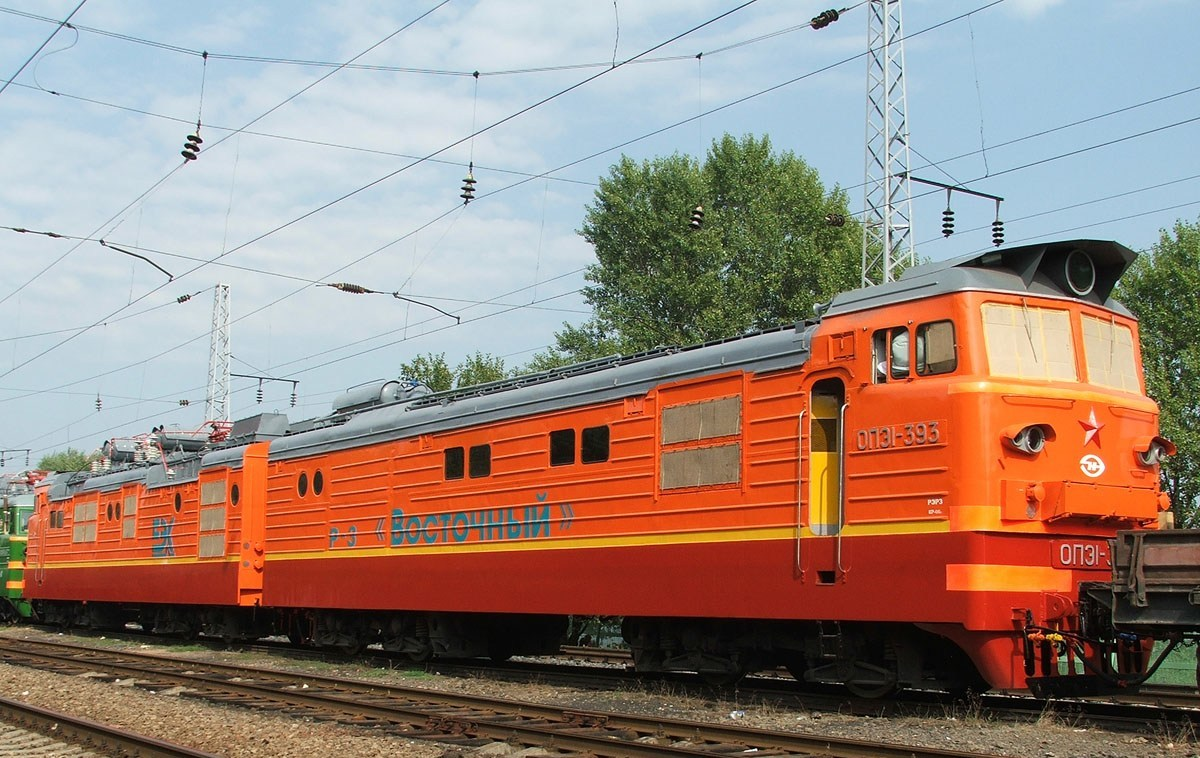
Відремонтований на РЕРЗ тяговий агрегат ОПЕ1-393, на станції Ростов-Берег
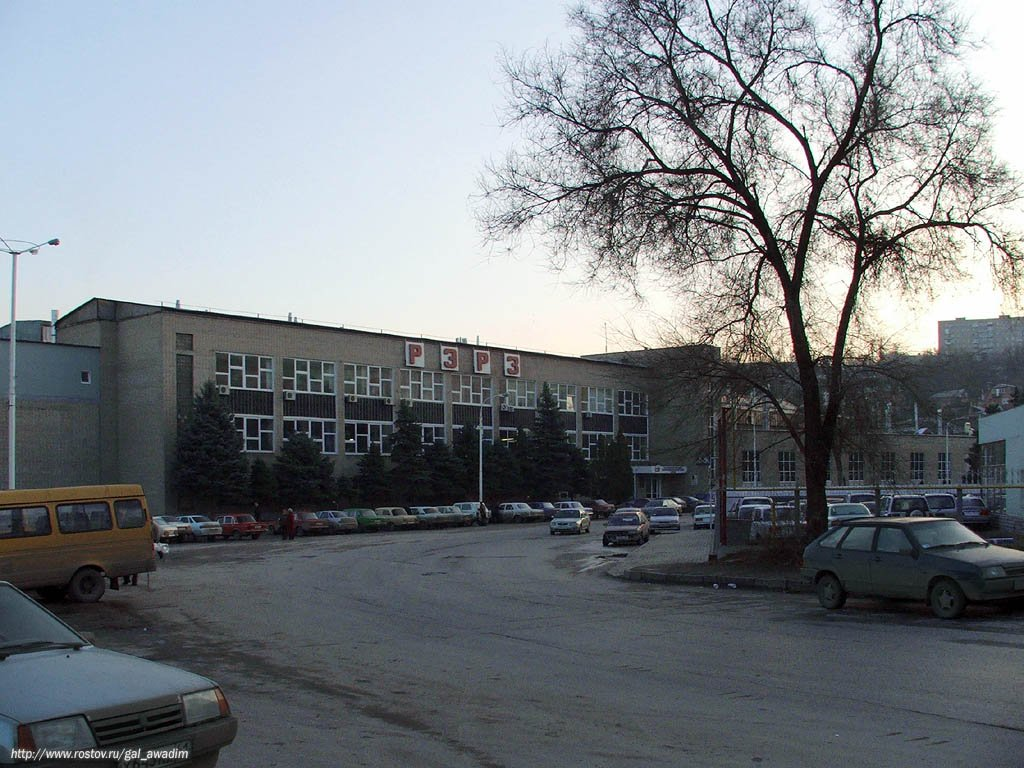
РЕРЗ

## Історія
В 1872 році, коли акціонерне товариство Владикавказької залізниці придбало земельну ділянку площею 25 десятин в долині річки Темерник для спорудження станції і ремонтних майстерень. 3 травня 1874 року головні майстерні Владикавказької залізниці були введені в експлуатауію.
Завод ремонтував паровози серій Су, Э, Л та ін
Адреса підприємства: 344001, Ростов-на-Дону, проспект Ставського, 1/5